# أنيتا ك. بلير
أنيتا ك. بلير (بالإنجليزية: Anita K. Blair) هي مسؤولة أمريكية، ولدت في 15 نوفمبر 1950 في واشنطن العاصمة في الولايات المتحدة.